# Armadilloniscus steptus
Armadilloniscus steptus là một loài chân đều trong họ Detonidae. Loài này được Schotte & Heard miêu tả khoa học năm 1991.